# كيم نيومان
كيم نيومان (بالإنجليزية: Kim Newman) (و. 1959  م) هو صحفي، وروائي، وكاتب، وكاتب خيال علمي، وكاتب سيناريو، وناقد سينمائي بريطاني، ولد في لندن.

## التعليم
تعلم في جامعة ساسكس.

## جوائز
حصل على جوائز منها:
- Bram Stoker Award for Best Non-Fiction [الإنجليزية]‏ (2005).

## وصلات خارجية
- كيم نيومان على موقع IMDb (الإنجليزية)
- كيم نيومان على موقع ميتاكريتيك (الإنجليزية)
- كيم نيومان على موقع روتن توميتوز (الإنجليزية)
- كيم نيومان على موقع ميوزك برينز (الإنجليزية)
- كيم نيومان على موقع ديسكوغز (الإنجليزية)
- كيم نيومان على موقع قاعدة بيانات الفيلم (الإنجليزية)
- كيم نيومان على موقع كينوبويسك (الروسية)
- كيم نيومان في قاعدة بيانات الأفلام على الإنترنت